# The Prize Winner of Defiance, Ohio
The Prize Winner of Defiance, Ohio é um filme Americano do gênero drama biográfico. Baseado no livro de Terry Ryan, o longa tem direção e roteiro de Jane Anderson.

## Sinopse
Evelyn Ryan (Julianne Moore) é uma dedicada dona de casa e mãe de dez filhos, que vive nos EUA durante os anos 50. Seu marido, Kelly (Woody Harrelson), não consegue manter as contas da família, que acumulam em grandes dívidas. Dessa forma, Evelyn deve encontrar uma forma para manter a família unida. Usando sua sagacidade, a dona de casa acaba entrando e ganhando vários concursos. Baseado em uma história real e em um livro homônimo escrito por Terry Ryan.

## Elenco
- Julianne Moore ... Evelyn Ryan
- Woody Harrelson ... Kelly Ryan
- Laura Dern ... Dortha Schaefer
- Trevor Morgan ... Bruce Ryan aos 16 anos
- Simon Reynolds ... Ray
- Monté Gagné ... Lea Anne Ryan aos 17 anos
- Jordan Todosey ... Tuff Ryan aos 9 anos
- Ellary Porterfield ... Tuff Ryan adolescente
- Michael Seater ... Bub Ryan aos 15 anos

## Premiações
Satellite Awards:
- Indicado - Melhor Atriz Em Drama (Para Julianne Moore)